# نور الدين عتر
نور الدين عتر الحسني (1356- 1442 هـ/ 1937- 2020 م) عالم مسلم سوري في علوم الحديث النبوي، وعلوم القرآن.

## ولادته وتحصيله
هو نور الدين بن محمد بن حسن بن محمد بن حسن عِتْر، و(عتر) أي من عترة النبي فيرجع نسبه إلى الحسن بن علي بن أبي طالب.

الشيخ نور الدين عتر في شبابه

ولد نور الدين عتر في مدينة حلب يوم الأربعاء 17 صفر عام 1356هـ، الموافق 28 (نيسان / إبريل) عام 1937م، وهو حفيد الشيخ العلامة محمد نجيب سراج الدين الحلبي، درس في الثانوية الشرعية (الخُسْرَوِيّة) وحصل على الشَّهادة الثَّانوية الشَّرعية عام 1954م بالمرتبة الأولى، ثم التحق مباشرة بجامعة الأزهر في مصر، وحصل على البكالوريوس عام 1958م، وفي عام 1964م حاز على الشَّهادة «العالِمية» من درجة أستاذ (الدُّكتوراه)، من شعبة التَّفسير والحديث بتقدير ممتاز مع مرتبة الشرف، عن أطروحته: «طريقة الترمذي في جامعه، والموازنة بينه وبين الصَّحيحين».

## وظائفه وأعماله
بعد حصوله على الدكتوراه عاد لسوريا مباشرة، ودرّس في المرحلة الثانوية مدَّة يسيرة، ثم عُيِّن مدرِّسًا لمادة الحديث النبوي في الجامعة الإسلامية في المدينة المنوَّرة من عام 1965إلى 1967، ثم عاد إلى دمشق ليُعَيَّن مدرِّسًا ثم أستاذًا في كلية الشريعة بجامعة دمشق، ودرَّس مادتي علوم القرآن وعلوم الحديث في كليات الآداب في جامعتي دمشق وحلب، كما درَّس في العديد من الجامعات العربية والإسلامية، إضافة إلى العديد من المساجد.
أشرف على عشرات الرسائل الجامعية من ماجستير ودكتوراه، وكان محكَّمًا لبحوث الترقية لمدرِّسي الجامعات.

## شيوخه وأساتذته
- مصطفى مجاهد
- محمد محمد السماحي
- عبد الوهاب البحيري
- محمد محي الدين عبد الحميد
- عبد الله سراج الدين الحسيني

## كتبه وآثاره

### المؤلفات
1. الإمام الترمذي والموازنة بين جامعه وبين الصحيحين
2. منهج النقد في علوم الحديث
3. دراسات تطبيقية في الحديث النبوي
4. الحج والعمرة في الفقه الإسلامي
5. محاضرات في تفسير القرآن الكريم
6. إعلام الأنام
7. علوم القرآن
8. القرآن الكريم والدراسات الأدبية، وهو من مقررات كلية الشريعة في جامعة دمشق.
9. أصول الجرح والتعديل وعلم الرجال
10. المعاملات المصرفية والربوية وعلاجها في الإسلام
11. أبغض الحلال
12. هدي النبي محمد صلى الله عليه وسلم في الصلوات الخاصة
13. ماذا عن المرأة، الذي يتحدث فيه عن المرأة في الإسلام وأحكامها في الشريعة
14. فكر المسلم وتحديات الألف الثالثة وهو عبارة عن 5 أقسام.

### التحقيقات
1. علوم الحديث، لابن الصلاح
2. إرشاد طلاب الحقائق إلى معرفة سنن خير الخلائق، للنووي
3. شرح علل الترمذي، لابن رجب الحنبلي
4. شرح النخبة: نزهة النظر في توضيح نخبة الفكر في مصطلح أهل الأثر، لابن حجر
5. الرحلة في طلب الحديث، للخطيب البغدادي
6. معجم المصطلحات الحديثية، صدر عن مجمع اللغة العربية بدمشق سنة 1976.[5]

## وفاته ونعيه
توفي نور الدين عتر يوم الأربعاء 6 صفر 1442هـ الموافق 23 سبتمبر (أيلول) 2020 م، عن عمر ناهز 83 عامًا. وقد نعَتْه العديد من الهيئات العلمية والجهات الرسمية، كالمجلس الإسلامي السوري، والمجلس الشرعي في محافظة حلب، ورابطة العلماء السوريين، وهيئة الحديث العراقية في الوقف السني، ومؤسسة الأزهر الشريف.